# 팔면체수
팔면체수(영어: Octahedral number)는 구를 최밀격자형태로 모아서 정팔면체를 만들때 사용되는 구의 총수를 말한다.
제{\displaystyle n} 팔면체수의 식은 다음과 같다.
{\displaystyle O_{n}={\frac {n(2n^{2}+1)}{3}}}.
그리고 이에 따른, 1만보다 작은 팔면체수는 다음과 같다.
1, 6, 19, 44, 85, 146, 231, 344, 489, 670, 891, 1156, 1469, 1834, 2255, 2736, 3281, 3894, 4579, 5340, 6181, 7106, 8119, 9224, … (OEIS의 수열 A005900)